# Tomás Tamayo de Vargas
Tomás Tamayo de Vargas (Madrid, c. 1589-ibídem, 1641) fue un bibliógrafo, polígrafo y erudito español.

## Biografía
Provenía de familia humilde; su padre era Tomás Martínez Tamayo, natural de Malpartida de Corneja, obispado de Ávila, y su madre Catalina de Vargas, de Toledo. Comenzó sus estudios en Pamplona; de regreso a Toledo tuvo por maestro, entre otros, a Mateo de Burgos a quien cita como maestro suyo; desde muy joven estudió lenguas clásicas (latín, griego y hebreo), filosofía, teología y humanidades, especialmente Historia Sagrada e Historia antigua y moderna española y universal; su formación fue pues muy amplia y erudita y a los veinte años se le consideraba un hombre maduro. Vivió en Toledo, ciudad con la que se identificó plenamente y de cuya Universidad fue catedrático. En 1626 sucedió a Antonio de Herrera como Cronista Real de Castilla a su vuelta de Venecia como secretario de la embajada española a aquella ciudad dirigida por Fernando Álvarez de Toledo. Más tarde sería también sucesor de don Luis Tribaldos de Toledo como Cronista de Indias, desde 1634. Además, llegó a pertenecer al Real Consejo de las órdenes militares, y fue también ministro de la Inquisición. A su vuelta de Venecia le asignaron también ser maestro y secretario de Enrique de Guzmán, sobrino del Conde-duque de Olivares y desarrolló la misma actividad docente con el conde de Melgar.
En 1616 publicó una controvertida Defensa de la Historia general de España del Padre Juan de Mariana (Toledo, 1616). En 1622 imprimió una famosa edición de las Obras de Garcilaso con interesantes Notas. Pero los temas sobre los que su curiosidad se vertió son muchos y muy diversos, aunque en general dominan los hagiográficos, los bibliográficos y los puramente históricos (historia local y sagrada de Toledo así como de algunos de sus ilustres ciudadanos). Dejó un Auli Persii Flacci Satyrarum liber preparado para la imprenta y algunos otros manuscritos, tales como la famosa Junta de libros la mayor que ha visto España en su lengua hasta el año 1624; por otra parte no se halló su Nobiliario de don Lorenzo de Padilla (acabado en Madrid (14-II-1633) y visto en la librería de los marqueses de Villena). Como cronista real escribió los siguientes opúsculos: El Cronista y su oficio, calidades y prerrogativas, razón de los que ha habido en estos Reinos. Yerros de algunos historiadores nuestros y ajenos; Notas a todas las Historias antiguas de España necesarias para su enmienda, defensa e inteligencia y Provechos de la Historia y uso de ella entre los Príncipes.
Su faceta menos conocida es la de humanista y traductor (por ejemplo, del Ars poética de Horacio, o de los tres Discursos sobre el poema heroico del italiano Torcuato Tasso, de una selección de epigramas de Marcial, perdida, y algunos poemas más del mismo poeta y otros latinos sueltos intercalados en otras obras suyas). De su labor bibliográfica resulta fundamental su Junta de Libros, repertorio bibliográfico que no fue editado sino muy modernamente. También escribió un tratado de paleografía y esteganografía: Cifra, contracifra antigua y moderna.

## Obras
- Defensa de la Historia general de España del Padre Juan de Mariana (Toledo, 1616).
- Junta de libros la mayor que ha visto España en su lengua hasta el año 1624. Hay edición moderna: Junta de libros, ed. crítica de Belén Álvarez García. Madrid: Iberoamericana / Frankfurt am Main: Vervuert, 2007.
- Traducción manuscrita del Arte Poética de Horacio.
- Traducción manuscrita de Torcuato Tasso, los tres Discursos sobre el poema heroico
- Nobiliario de don Lorenzo de Padilla
- Vida de doña María de Toledo Señora de Pinto y después Sor María la Pobre fundadora i primera abadessa del monasterio de Sancta Isabel de los Reies de Toledo ..., En Toledo, por Diego Rodríguez, 1616
- Diego García de Paredes i relación breue de su tiempo ..., En Madrid, por Luis Sánchez, 1621
- “Notas [a las obras de Garci Lasso de la Vega i don Iorge Manrique]”, en GARCILASO DE LA VEGA, Garcilasso de la Vega natural de Toledo ..., En Madrid, por Luis Sánchez, 1622
- Flavio Lucio Dextro caballero español de Barcelona Prefecto-Pretorio de Oriente Governador de Toledo por los años del S[eñ]or de CCCC defendido ..., En Madrid, por Pedro Tazo, 1624
- Restauración de la ciudad del Salvador Baia de todos sanctos en la provincia del Brasil ..., En Madrid, por Pedro Tazo, 1626
- Memorial a S.M. en nombre de la Iglesia de Santiago y del clero de las Españas por el único Patronato del Apóstol Santiago, Madrid, Pedro Tazo, 1626.
- Memorial al Rey Felipe IV por la lealtad de la ciudad de Toledo ..., Toledo, [s.n.], [ca. 1631]
- Memorial por la Casa y familia de Luna, Madrid, [s.n.], 1631
- Memorial por la Casa y linaje de Sosa, Madrid, [s.n.], 1633
- Memorial por la esclarecida Casa de Alagon. [Citado por : Nicolás ANTONIO, Bibliotheca Hispana Nova ..., Madrid, 1783, t. II, p. 314]
- Memorial por la nobilísima Casa de Moncada. [Citado por : Nicolás ANTONIO, Nova, t. II, p. 314]
- Memorial de la Casa y sucesión del Conde de Castro D. Gómez de Mendoza Manrique. [Citado por: Nicolás ANTONIO, Nova, t. II, p. 314]
- Historia de la nobilissima casa de los Borjas. [Citado por: Nicolás ANTONIO, Nova, t. II, p. 316]
- Memorial de la Casa del Marqués de Aitona. [Citado por: Nicolás ANTONIO, Nova, t. II, p. 314];
- Conde de Miranda, [S.l., s.n., s.a.]
- Señor de Tavera de la casa de Anaya, [S.l., s.n., s.a.]
- Memorial de los Enríquez, Señores de Villalva. [Citado por: José PELLICER DE TOVAR, Memorial de la calidad y servicios de Don Fernando Joseph de los Ríos y Argote ..., Madrid, [s.n.], 1665, hoja 47 verso, nota 16]
- Tratado de la Casa de Valenzuela, Madrid, [s.n.], 1651
- Notas segundas a Garcilasso y corrección de las primeras. [Citado por: Nicolás ANTONIO, Nova, t. II, p. 315]
- Cifra, contracifra antigua y moderna. [Citado por: Nicolás ANTONIO, Nova, t. II, p. 315]
- Notas a todas las Historias antiguas de España necesarias para su enmienda, defensa y inteligencia. [Citado por: Nicolás ANTONIO, Nova, t. II, p. 316]
- San Joachim abuelo del Hijo de Dios, padre de su santísima Madre, lo que de su vida, virtudes y merecimientos se ha hallado en los Santos Padres y auctores eclesiásticos. [Citado por : Nicolás ANTONIO, Nova, t. II, p. 316]
- Marco Valerio Marcial Español, sus epigramas más selectas reducidas a metros castellanos. [Citado por : Nicolás ANTONIO, Nova, t. II, p. 315]
- Doce Tratados varios, en que se disputan algunas cosas singulares de España: De la venida de Santiago a España; Santos de España nuevamente descubiertos; Origen de los Títulos y otras Dignidades de España; Información por la lengua antigua de España; Derechos que los Reyes de España tienen a sus Coronas y Señoríos; Razón por que a la Majestad del Rey D. Felipe IV pertenece el título de Magno; Paralelos de algunos insignes españoles con otros de los antiguos; Yerros de algunos Historiadores nuestros y agenos; Falsedad del Beroso de Juan Annio y de los demás que andan con el; Competencia de Toledo y Burgos sobre [el asiento y voz en Cortes]; Provechos de la Historia y uso de ella entre los Príncipes; El Coronista y su oficio, calidades y prerrogativas [y] razón de los que ha havido en estos reynos. [Citado por: Nicolás ANTONIO, Nova, t. II, p. 315-316].
- Luitprandi sive Eutrandi e subdiacono toletano & Ticinensi diacono Episcopi Cremonensis ... Chronicon ad Tractemundum illiberritanum in Hispania Episcopum... accessère eiusdem ... Notae ..., Mantuae Carpetanorum [Madrid], ex typographia Francisci Martínez, 1635
- “Apospasmation de rebus Emeritensibus ex Hispania antiqua auctorii”, en PABLO, Diácono de Mérida, Pauli diaconi Emeritensis Liber de vita et miraculis Patrum Emeritensium a multis hactenus desideratus ... Vna & apospasmation de rebus Emeritensibus en biblioteca D. Thomae Tamaio de Vargas ..., Antuerpiae [Amberes], apud Ioannem Meursium, 1638
- Schediasmatum latinorum de rebus diversis.[Citado por: NICOLÁS ANTONIO, Nova, t. II, p. 316]
- Aurelii Flavii Alvari viri illustris Patritii Cordubensis, S. Eulogii Archiepiscopi Toletani martyris amici & studiorum college opera, quae in Bibliothecis Hispaniae extant nunquam edita, e codice pervetusto Ecclesiae Cordubensis literis gothicis exarato bona fide transcripta. [Citado por: Nicolás ANTONIO, Nova, t. II, p. 315]
- Animadversiones in Julian cognomento Petri, Toletani, dum Mauri rerum potirentur Archipresbyteri & Dom. Bernardi primi sulis a secretis & studiis Chronicon & adversaria. [Citado por: Nicolás ANTONIO, Nova, t. II, p. 315]
- Notae in M. Maximi Cesaraugustani Archiepiscopi Chronicon cun Helecae, Braulionis, Tajonis & Valdredi eiusdem Ecclesiae Praesulum additionibus. [Citado por: Nicolás ANTONIO, Nova, t. II, p. 315]
- Flavii Lucii Dextri Barcinonensis Historiae omnimodae fragmentum denuo recensitum, ad veterum codicum fidem castigatum & comentario perpetuo illustratum. [Citado por: Nicolás ANTONIO, Nova, t. II, p. 315]
- Anti-Bandellus sive pro intemerata Deiparae Virginis Conceptione adversus Vincentium Bandellum a Castro-novo Yperaspistes. [Citado por: Nicolás ANTONIO, Nova, t. II, p. 315]
- Toletum sive de rebus Toletanis Historia. [Citado por: Nicolás ANTONIO, Nova, t. II, p. 315]
- In C. Plinium Secundum postremum post omnium curas scpicilegium ex M. SS. Toletanae Ecclesiae inter se & cum exemplis vulgaribus collatis, 1615. [Citado por : Nicolás ANTONIO, Nova, t. II, p. 315].

## Fuente
- Cuesta Domingo, Mariano, "Los cronistas oficiales de Indias. De López de Velasco a Céspedes del Castillo".
- Sierra Matute, Víctor, "Tomás Tamayo de Vargas y las cartas al cronista Andrés de Uztarroz", en Voz y Letra, XX/2, 2009, págs. 137-162.

- Datos: Q6148654